# Vojtěch Dyk
Vojtěch Dyk (* 23. července 1985 Praha) je český herec a hudebník. Je synem literárního historika a spisovatele PhDr. Radka Pytlíka, CSc., a Věry Dykové, majitelky nakladatelství Emporius. Ke zpěvu se dostal přes chlapecký sbor Pueri gaudentes. Zpíval v kapelách Davidoff a T.O.P. Dream Company. Je především znám jako frontman hudební kapely Nightwork a její tříčlenné podskupiny Tros Discotequos. Představil se též jako zpěvák brněnské swingové formace B-Side Band.

## Život
Vyrůstal v pražských Holešovicích, kde navštěvoval základní jazykovou školu a lidovou školu umění. Od sedmi let zpíval ve sboru Pueri gaudentes a současně studoval hru na housle, později i na klavír.
K divadlu se dostal v patnácti letech. V té době byl už na zpívání v chlapeckém sboru starý a musel jej opustit. Oslovila jej režisérka Radka Tesárková a pozvala ho do amatérského Divadla Radar.
Později přešla z Radaru na DAMU spousta jeho přátel, včetně dívky, kterou měl rád, a tak se i přes prvotní zájem o studium cizích jazyků rozhodl po maturitě na gymnáziu studovat herectví s nimi.
Takřka od počátku studií na DAMU se objevoval na mnoha divadelních scénách, zpíval v několika kapelách a po malých krůčcích se stával úspěšnějším. Do povědomí široké veřejnosti se však mnohem snáze a daleko výrazněji zapsal především jako zpěvák. V době, kdy se stalo velkým hitem objevování talentů pomocí pěveckých soutěží, kdy „umělce" začaly plodit reality show a získat si místo na hudebním poli bylo těžší, mu pomohlo účinkování v televizních seriálech a později vystupování s kapelou Nightwork.
Značnou část svého života prožil na Letné, kterou označuje jako stěžejní místo svého domova. Už jako dítě velmi rád sportoval a některým sportům, například fotbalu a florbalu se věnoval závodně. Je velkým fanouškem fotbalového týmu AC Sparta Praha a věrným návštěvníkem jednoho z největších symbolů klubu, Stadionu Sparty na Letné, ke kterému se hlásí jako ke svému domovskému stadionu. Mimo jiné nazpíval hymnu AC Sparty - Na srdci S. Je bratrancem zpěváka Viktora Dyka, který je naopak interpretem hymny Slavie - Slavie bíločervený.
Vojtěch Dyk je členem a patronem sportovního týmu Real TOP Praha. Podporuje projekty tohoto  sdružení a účastí při fotbalových utkáních snoubí svůj zápal pro hru s možností zisku finančních prostředků pro dobrou věc.

## Kariéra
Kariéru začal ve velmi útlém věku v chlapeckém sboru Pueri gaudentes, který ho od roku 1992 hudebně vychovával téměř deset let.
V roce 1997 se na 3. nádvoří Pražského hradu konala společně s Brněnskou filharmonií, Brněnským filharmonickým sborem, sólisty, jazzovou a rockovou sekcí, Mše Leonarda Bernsteina, v níž účinkoval. Tento sólový part se stal jedním z jeho prvních pěveckých úspěchů. Jeho talentu si všimla režisérka Radka Tesárková, která připravovala Jurkovičovu hru O svaté Dorotě a obsadila jej do hlavní role Dorotky, zpívané role pro chlapce ze sboru. Jeho subtilní postava a role dívenky, umocněná vysoko položeným hlasem, vyvolávala u mnohých dojem, že se skutečně jedná o dívku. Díky této roli se dostal do dětského divadelního souboru Ty-já-tr a od roku 1999 začal získávat první zkušenosti na prknech amatérského Divadla Radar. V souboru s názvem "CO?!" začínal v inscenaci Kytice, později ve hře Škola základ života a mnoho dalších. Bezmála čtyři roky působení v tomto divadelním souboru jej později velmi ovlivnily i při výběru dalšího vzdělání. Přestože chtěl původně studovat norštinu a francouzštinu na Filozofické fakultě Univerzity Karlovy v Praze, rozhodl se pro Konzervatoř Jaroslava Ježka (obor: Hudebně dramatické umění-zaměření: Muzikál) a DAMU (obor: Herectví činoherního divadla) a po maturitě v roce 2004 na pražském Gymnáziu Arabská, byl přijat na oba obory. Aby mohl studovat zpěv i herectví současně, studoval zpěv soukromě pod vedením profesorky Pavly Fendrichové na Konzervatoři Jaroslava Ježka a k řádnému prezenčnímu studiu docházel na divadelní fakultu AMU. Patřil do ročníku Evy Salzmannové a Aloise Švehlíka, ze kterého vzešlo mnoho výrazných divadelních osobností.
Již během studia prvního ročníku hostoval na několika pražských scénách, mezi nimiž byla i scéna Národního divadla, s níž po absolutoriu na pražské DAMU v únoru roku 2008 uzavřel smluvní vztah a vstoupil do stálého angažmá. Jeho první rolí na národních prknech byla dvojrole Havrana a dospělého Káje ve Sněhové královně. V roce 2008, kdy zkoušel komedii Williama Shakespeara Dva vznešení příbuzní, dostal prakticky nejvýznamnější nabídku za celé své působení v Národním divadle nastudovat se spolužačkou Pavlou Beretovou hlavní roli v klasické slovenské pohádce o čtyřech dějstvích Radúz a Mahulena v režii Jana Antonína Pitínského. Jeho poslední rolí ve stálém angažmá Národního divadla byla postava Mackieho Messera v Brechtově Žebrácké opeře s hudbou Kurta Weilla.
Od počátku studií na DAMU působil současně i v několika menších divadlech, kterými bylo například Divadlo v Dlouhé, Divadlo Ta Fantastika, A Studio Rubín a nakonec na scéně dnes již multifunkčního holešovického divadla La Fabrika, ve kterém setrvává dodnes[kdy?]. La Fabrika se pro něho stala místem pro realizaci vlastních projektů a v tandemu se svým hudebním i hereckým kolegou Jakubem Prachařem, v režii autorské dvojice SKUTR vytvořili improvizační hru Kultovní představení, v níž se snaží o interaktivní propojení s divákem a usilují o vzájemnou spolupráci na základní myšlence celého představení, že bude přesně takové, jaké si ho sami udělají. Spolu s Jakubem Prachařem a Janem Maxiánem je podepsán pod hudbou k představení La Putyka a UP´END´DOWN, ve kterých alternoval. Projektem tohoto experimentálního divadla se stala i gangsterská pohádka Bláznivý Petříček na motivy stejnojmenného filmu J. L. Godarda, v umělecké supervizi režiséra Petra Sergeje Butka.
Rok 2008 byl pro jeho osobní růst významný i v oblasti filmové a seriálové tvorby. Zejména seriály Letiště a Velmi křehké vztahy rozvířily kolem jeho osoby mediální zájem, který pak ještě umocnil příchodem do v té době ještě téměř neznámé hudební skupiny Nightwork.
Objevil se také v několika českých pohádkách, například ve Třech životech v režii Jiřího Stracha. S ním také v roce 2009 natočil kriminální trilogii Ďáblova lest, ve které měl roli muzikanta Daniela Ferinčáka.
V roce 2009 začal spolupracovat s Michalem Horáčkem, který si ho vybral pro roli Kudykama. Tento projekt vstoupil na jeviště Státní opery s hudbou Petra Hapky. Tzv. lyrikál, jenž vznikl podle stejnojmenné knihy, je veršovanou hrou o lidské duši a hledání životní cesty, na které hlavního hrdinu doprovází jeho vlastní zhmotněná otázka, průvodce jménem Kudykam. Téhož roku byl za tuto roli nominován na Cenu Thálie.
Po nečekaném úspěchu s kapelou Nightwork se jeho jméno vyšplhalo do pomyslné síně slávy. Od dob jeho začátků byla jeho pěvecká kariéra lehce diskreditována žánrem, na němž si kapela postavila svou image. Přesto se i jako frontman kapely a jako jeden z mála hudebníků bez sólové dráhy, dokázal prosadit v hudebních anketách i jako sólový zpěvák a získal hned několik samostatných ocenění.

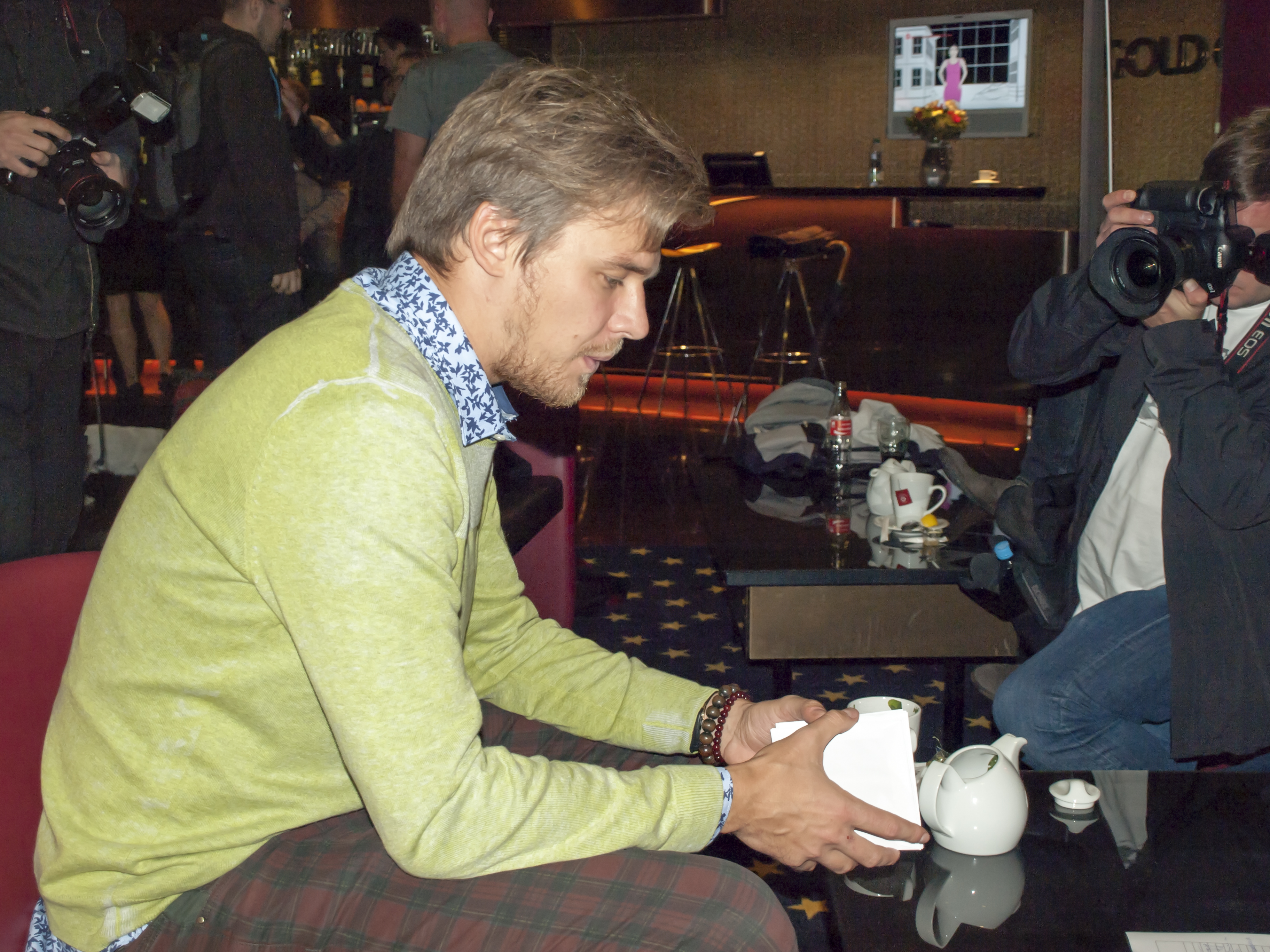
Vojtěch Dyk na tiskové konferenci 2015

Nezahálel však ani na filmovém poli a v televizním filmu Rytmus v patách, který natočila Andrea Sedláčková podle knižní předlohy Josefa Škvoreckého s názvem Malá pražská Matahára, ztvárnil postavu mladého saxofonisty Dannyho Smiřického. Do povědomí veřejnosti vstoupil i díky filmu Ženy v pokušení, v němž ztvárnil mladého záletníka. K této komedii nazpíval společně se svou kapelou Nightwork píseň Slunce v duši, která se pak objevila i na jejich druhém vydaném albu Tepláky aneb kroky Františka Soukupa. V roce 2013 si zahrál Vojtu ve filmu Alice Nellis Revival. Se vzrůstající popularitou šla ruku v ruce i jeho pracovní vytíženost, a proto v srpnu 2010 opustil hudební formaci T.O.P. Dream Company, jíž byl několik let členem, aby se mohl plně věnovat kapele Nightwork. Přesto však ještě téhož roku rozjel koncertní šňůru s brněnským orchestrem B-Side Band, téměř v návaznosti poté, kdy skončila jeho spolupráce s houslovým virtuosem Pavlem Šporclem na turné s názvem Pocta mistrům, na němž vystupoval jako host.
V lednu roku 2012 opustil z osobních a časových důvodů angažmá v Národním divadle a výrazně omezil i svou účast v dalších projektech.
V březnu 2018 vyšla audiokniha pod názvem Svatební cesta do Jiljí, kterou namluvil společně s manželkou Tatianou Dykovou.

## Ocenění
Český slavík:
- 2009: Skokan roku
- 2010: 3. místo – Zpěvák
- 2022–2024: 2. místo – Zpěvák

TýTý:
- 2010: 2. místo – Zpěvák

Ceny Anděl:
- 2012: Zpěvák roku za album Live at La Fabrika (B-Side Band)

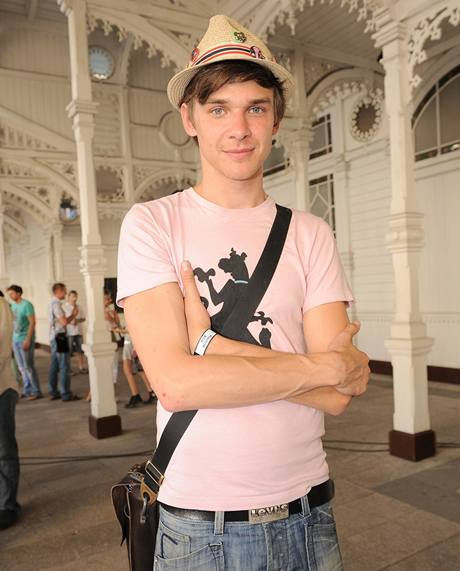
Vojtěch Dyk na mezinárodním filmovém festivalu v Karlových Varech 2009

Ceny Žebřík:
- 2010: 3. místo – Zpěvák
- 2010: 3. místo – Objev roku
- 2011: 1. místo – Zpěvák
- 2012: 3. místo – Zpěvák
- 2019: 1. místo – Zpěvák